# Landeskommando Niedersachsen

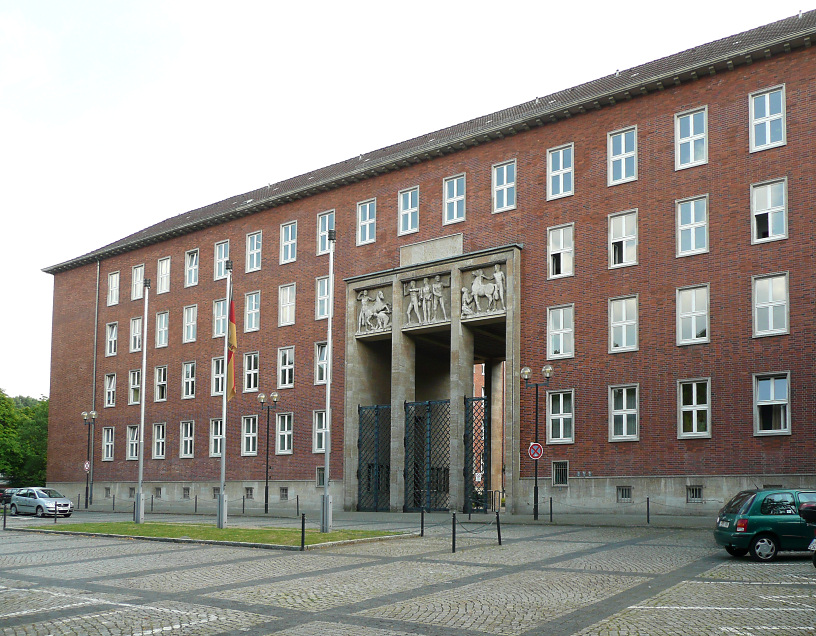
Dienstsitz des Landeskommandos Niedersachsen in Hannover

Das Landeskommando Niedersachsen (LKdo NI) ist seit seiner Indienststellung am 29. Juni 2007 die oberste territoriale Kommandobehörde der Bundeswehr in diesem Land. Es ist seit April 2025 dem Operativen Führungskommando der Bundeswehr in Berlin unterstellt und primärer Ansprechpartner der Landesregierung Niedersachsens im Rahmen der Zivil-Militärischen Zusammenarbeit in allen Fragen von Unterstützungsleistungen der Bundeswehr bei Naturkatastrophen, besonders schweren Unglücksfällen, im Rahmen der Amtshilfe und der dringenden Eilhilfe. Bis Januar 2013 war es dem Wehrbereichskommando I „Küste“, von Februar 2013 bis September 2022 dem Kommando Territoriale Aufgaben der Bundeswehr und von Oktober 2022 bis März 2025 dem Territorialen Führungskommando der Bundeswehr unterstellt. Die fachliche Ausbildung des Personals erfolgt weitgehend über das Kommando Zivil-Militärische Zusammenarbeit (KdoZMZBw), welches auch Personal abstellt.

## Auftrag
Das Kommando mit Sitz in der Kurt-Schumacher-Kaserne in Hannover hat folgende Aufträge:
- Das Landeskommando führt die drei nicht aktiven Bezirks (BVK)- und 49 Kreisverbindungskommandos (KVK). Die Struktur der KVK ist der niedersächsischen Verwaltungsgliederung mit 37 Landkreisen (einschließlich der Region Hannover) und acht kreisfreien Städten sowie vier ausgesuchten Städten (Hannover, Göttingen, Cuxhaven und Hildesheim) angepasst. Zur Optimierung des territorialen Netzwerkes, werden ausgesuchte Städte durch zwei Verbindungskommandos abgedeckt. Damit steht jedem zivilen Katastrophenschutzstab in Niedersachsen ein Ansprechpartner der Bundeswehr zur Seite. In den 57 niedersächsischen nicht aktiven Verbindungskommandos leisten derzeit rund 500 ortsansässige Reservistendienstleistenden (RDL) der Bundeswehr ihren Dienst. Die einzelnen Verbindungskommandos haben eine Sollstärke von jeweils zwölf Reservistendienstleistenden. Diese verfügen vor allem über militärische Qualifikationen, die in Krisen- und Katastrophenlagen von besonderem Belang sind: ABC, Pionierwesen, Logistik und Sanitätsdienst. Die Arbeit der Verbindungskommandos wird durch vier aktive regionale Planungs- und Unterstützungstrupps in Diepholz, Holzminden, Oldenburg und Lüneburg unterstützt. Mit dieser Struktur soll eine schnelle und effektive Unterstützung durch die Bundeswehr bei Naturkatastrophen und besonders schweren Unglücksfällen flächendeckend für Niedersachsen sichergestellt sein. Zusätzlich sind noch Verbindungskommandos (VKdo) zu den Niederländischen Streitkräften (VKdo NDL Nord), sowie zum Niedersächsischen Innenministerium (VKdo IM) tätig.
- Es fasst Unterstützungsanforderungen zusammen, bewertet diese und legt sie aufbereitet dem Operativen Führungskommando der Bundeswehr vor.
- Es bereitet die Aufnahme und den Einsatz der Bundeswehrkräfte in Abstimmung mit dem verantwortlichen zivilen Katastrophenschutzstab vor und koordiniert deren Einsatz nach den Vorgaben und Prioritäten der zivilen Seite und verfügt so über ein militärisches Lagebild der eingesetzten und noch verfügbaren Bundeswehrkräfte.
- Koordination von Host Nation Support, gemäß NATO-Truppenstatut im Land.
- Koordination der Presse- und Öffentlichkeitsarbeit der Bundeswehr der einzelnen Teilstreitkräfte (TSK) und Organisationsbereiche, sowie der Wehrverwaltungen und des Bereiches Rüstung im Land.
- Beratung der übenden Truppe in landesspezifischen Umweltschutzfragen.
- Fachliche Führung der Standortältesten.
- Stellung eines Verbindungskommando (VbdgKdo) am Flughafen Hannover, für die dortige Abfertigung von Militärpersonal.

## Wappen
Das interne Verbandsabzeichen des Landeskommandos zeigt die enge Verbundenheit des Kommandos mit dem Land. Die Farben Schwarz-Rot-Gold mit dem Bundesadler für die Aufgaben als territoriale Kommandobehörde, das Eiserne Kreuz weist auf die Bundeswehr hin. Auf rotem Grund findet sich das springende weiße Ross, als Zeichen Niedersachsens.